# Wereldkampioenschap schaatsen allround kwalificatie 1999 (Azië)
De kwalificatietoernooien voor de wereldkampioenschappen schaatsen allround 1999 voor Azië (officieus ook wel aangeduid als de Continentale kampioenschappen schaatsen) werden op 9 en 10 januari in de M-Wave te Nagano, Japan gehouden.
Vanaf de editie van 1999 was het aantal deelnemers aan het WK Allround door de Internationale Schaatsunie (ISU) op 24 deelnemers per toernooi (mannen en vrouwen) vastgesteld. De startplaatsen werd voortaan per continent verdeeld. Voor Europa werd het EK Allround tevens het kwalificatietoernooi voor het WK Allround. Voor de lidstaten van de ISU in Azië en Noord-Amerika & Oceanië werd er speciaal een kwalificatietoernooi voor georganiseerd.
Voor het WK Allround 1999 was het aantal startplaatsen bij de mannen voor Azië vier, voor Noord-Amerika zes en voor Europa veertien. Bij de vrouwen was het aantal startplaatsen voor Azië vijf, voor Noord-Amerika zes en voor Europa dertien.

## Mannentoernooi
Er namen acht mannen aan deze eerste editie mee. Vijf uit Japan, twee uit Kazachstan en één uit Zuid-Korea. De Japanner Hiroyuki Noake werd de eerste winnaar van dit toernooi. Ook de plaatsen twee, drie en vier werden door Japanners ingenomen. Kazuki Sawaguchi, derde geworden, nam niet deel aan het WK Allround en zijn plaats werd ingenomen door Keiji Shirahata, die als zesde op dit toernooi eindigde.

### Eindklassement
| Rang   | Schaatser          | Land       | Punten  | 500m      | 5000m       | 1500m       | 10.000m      |
| ------ | ------------------ | ---------- | ------- | --------- | ----------- | ----------- | ------------ |
| Goud   | Hiroyuki Noake     | Japan      | 157,155 | 36,98 (2) | 6.45,28 (1) | 1.50,61 (1) | 14.15,54 (3) |
| Zilver | Takahiro Nozaki    | Japan      | 160,057 | 38,01 (5) | 6.54,09 (3) | 1.53,22 (3) | 14.17,96 (4) |
| Brons  | Kazuki Sawaguchi   | Japan      | 160,259 | 37,93 (4) | 6.53,67 (2) | 1.56,14 (6) | 14.04,98 (1) |
| 4      | Mamoru Ishioka     | Japan      | 160,336 | 37,82 (3) | 6.56,89 (6) | 1.54,70 (4) | 14.11,88 (2) |
| 5      | Choi Jae-bong      | Zuid-Korea | 162,501 | 36,57 (1) | 7.08,24 (7) | 1.51,69 (2) | 15.17,55 (6) |
| 6      | Keiji Shirahata    | Japan      | 162,748 | 38,35 (6) | 6.54,22 (4) | 1.59,93 (7) | 14.20,00 (5) |
| NC7    | Radik Bikchentayev | Kazachstan | 118,418 | 38,46 (7) | 6.56,85 (5) | 1.54,82 (5) | -            |
| -      | Sergej Tsibenko    | Kazachstan | 38,770  | 38,77 (8) | ns          | -           | -            |

## Vrouwentoernooi
Er namen zeven vrouwen aan deze eerste editie mee. Vijf uit Japan, één uit Kazachstan en één uit Zuid-Korea. Het kwintet uit Japan namen na afloop de eerste vijf plaatsen in het klassement in. De Japanse Maki Tabata werd de eerste winnares van dit toernooi. Omdat er maximaal maar vier schaatssters per land op het WK mag uitkomen, mist de vijfde Japanse, Aki Narita, de kans deel te nemen aan het WK. De eerste niet Japanse, de als zesde geëindigde Kazachse Ljoedmila Prokasjeva nam de vijfde plek voor Azië in.

### Eindklassement
| Rang   | Schaatsster          | Land       | Punten  | 500m      | 3000m       | 1500m       | 5000m       |
| ------ | -------------------- | ---------- | ------- | --------- | ----------- | ----------- | ----------- |
| Goud   | Maki Tabata          | Japan      | 168,811 | 40,19 (1) | 4.17,90 (1) | 2.02,43 (1) | 7.28,28 (2) |
| Zilver | Nami Nemoto          | Japan      | 171,244 | 41,99 (6) | 4.18,07 (2) | 2.05,53 (4) | 7.24,00 (1) |
| Brons  | Eriko Seo            | Japan      | 171,474 | 41,71 (4) | 4.20,33 (3) | 2.04,31 (2) | 7.29,40 (3) |
| 4      | Chiharu Nozaki       | Japan      | 171,799 | 41,08 (2) | 4.22,97 (4) | 2.04,37 (3) | 7.34,35 (4) |
| 5      | Aki Narita           | Japan      | 173,358 | 41,72 (5) | 4.23,41 (5) | 2.05,94 (5) | 7.37,57 (5) |
| 6      | Ljoedmila Prokasjeva | Kazachstan | 175,379 | 42,34 (7) | 4.24,16 (6) | 2.06,35 (6) | 7.48,97 (6) |
| NC7    | Baek Eun-bi          | Zuid-Korea | 130,425 | 41,63 (3) | 4.34,59 (7) | 2.09,09 (7) | -           |